# Ohio (reka)
Ohio (izvirno angleško Ohio River) je ena daljših rek v Severni Ameriki. 
1.579 km dolga reka teče po ozemlju šestih ameriških zveznih držav (Pensilvanija, Ohio, Zahodna Virginija, Kentucky, Indiana, Illinois), medtem ko njeno porečje, veliko 490.603 km², zajema ozemlja 14 zveznih držav.
Glavni pritok je reka Allegheny.

## Mesta vzdolž reke
- Pittsburgh, Monaca, Beaver Falls, Rochester,  Shippingport, Aliquippa, Sewickley, Neville Island, McKees Rocks (Pensilvanija)
- East Liverpool, Steubenville, Marietta, Belpre, Pomeroy, Gallipolis, Ironton, Portsmouth, Ripley in Cincinnati (Ohio)
- Weirton, Wheeling, Moundsville, New Martinsville, Paden City, Parkersburg in Huntington (Zahodna Virginija)
- Ashland, Newport, Maysville, Covington, Louisville, Owensboro, Henderson in Paducah (Kentucky)
- Madison, Jeffersonville, Clarksville, New Albany, Tell City, Evansville in Mount Vernon (Indiana)
- Cairo, Metropolis, Brookport, Old Shawneetown, Cave-In-Rock, Elizabethtown in Golconda (Illinois)